# حرائق الرماد (مسلسل)
حرائق الرماد هو مسلسل تلفزيوني عراقي عرض في عام 2014 .

## الممثلون
- عبير فريد
- محمد حسين عبد الرحيم
- سعد محسن
- كامل إبراهيم
- عبد الستار البصري
- زهور علاء
- مناف طالب
- شيماء رعد
- ميلاد سري
- سولاف جليل
- طلال هادي
- ستار خضير